# Église Santi Alberto e Teresa
L'église Santi Alberto e Teresa (Saint-Albert-et-Sainte-Thérèse), dite aussi Santi Giuseppe e Cristoforo (Saint-Joseph et-Saint-Christophe) est une église du centre historique de Naples qui donne sur la piazza Santa Maria la Nova.

## Histoire et description
L'église est fondée au XVIe siècle après que Gonzalo Fernández de Córdoba eut fait l'acquisition de la chapelle Santi Giacomo e Cristoforo de l'église Santa Maria la Nova et qu'il eut fait don d'un terrain à la confrérie de cette chapelle afin qu'elle puisse bâtir une nouvelle église. Cette nouvelle église est consacrée d'abord aux saints titulaires de la chapelle, saint Jacques et saint Christophe, puis à saint Joseph et à saint Christophe, lorsque le siège paroissial de l'église San Giuseppe Maggiore y fut transféré.
Elle est remaniée à plusieurs reprises et en particulier au XIXe siècle, avec la reconstruction de la façade qui englobe la grande fenêtre du XVIIe siècle. Quand la paroisse fut transférée à l'église San Diego all'Ospedaletto, cette dernière fut officiellement dénommée comme chiesa (rettoria) dei Santi Giuseppe e Cristoforo, dite église San Giuseppe Maggiore.
Ayant perdu son titre paroissial, l'église accueillit la confrérie de Santa Maria del Carmine e dei Santi Alberto e Teresa (qui avait sa propre église juste à côté du couvent Saint-Thomas-d'Aquin, tous les deux disparus aujourd'hui), motif pour lequel elle est aujourd'hui appelée ainsi.
L'église abrite des œuvres d'art intéressantes. La façade est allégée par une grande fenêtre centrale et deux paires de lésènes composites. L'église est éclairée par une lunette décorée d'une fresque représentant saint Christophe. 
L'intérieur présente des fresques du XXe siècle et abrite la tombe du grammairien Luigi Antonio Zompa, dit « il Sidicino. »
L'église est juste en face de l'église Santa Maria la Nova qui a donné son nom à la place.

## Source de la traduction
- (it) Cet article est partiellement ou en totalité issu de l’article de Wikipédia en italien intitulé « Chiesa dei Santi Alberto e Teresa » (voir la liste des auteurs).